# Musée d'Art de Rio
Le musée d'art de Rio (MAR) est un musée ouvert le 1er mars 2013, à l'occasion du projet Porto Maravilha. Il est situé sur la place Mauá, tout près du Musée de Demain. Son inauguration a été réalisé avec la présence de la présidente Dilma Rousseff. La construction du musée a eu un coût de 40 millions de dollars.
Le musée est composé de deux bâtiments distincts, le Pavillon d'exposition, construit en 1916 et l'École du Regard, qui était originellement une gare routière. Ces deux bâtiments sont reliés par une passerelle.